# Benzo(e)pyreen
Benzo[e]pyreen is een polycyclische aromatische koolwaterstof met als brutoformule C20H12. De stof is geclassificeerd volgens het IARC in klasse 3, wat betekent dat het niet is onder te brengen voor wat betreft de carcinogeniciteit voor de mens.